# Micka (kočka)
Micka (2012–2024) byla samice kočky domácí patřící prezidentovi České republiky Petru Pavlovi a jeho manželce Evě Pavlové. Kočka se často objevovala v jeho mediální kampani během volby prezidenta České republiky 2023 a pravděpodobně sídlila na Pražském hradě.
Česká veřejnost reagovala na zahrnutí Micky v kampani velmi pozitivně. Dle slov Petra Pavla se společně s flanelovou košilí stala jednou z pomyslných ikon budoucího prezidenta. Tyto prvky klasifikuje jako humorné, leč stále důstojné pro reprezentaci prezidentské funkce.
Dle slov šéfky volební kampaně Petra Pavla Pavly Nýdrle tým prezidenta Pavla usiloval o přesídlení kočky na Pražský hrad. K tomu došlo a spolu s prezidentským párem se v přestěhovala do Lumbeho vily, šlo tak o první domácí zvíře, které bylo na Pražském hradě dlouhodobě oficiálně ubytováno.

## Život
Dle slov Evy Pavlové byla Micka nalezena v prosinci 2012 v závěji za asistence tehdejšího psa Pavlových, Boba. Dlouhodobý pobyt v nepříznivých chladných podmínkách způsobil, že Micka přišla o kus ocasu. S Petrem a Evou Pavlovými cestovala pravidelně do Bruselu, přestože cestování příliš dobře nesnášela. V dubnu roku 2024 bylo oznámeno, že onemocněla a o pár dní později uhynula.